# New York Skyliners
De New York Skyliners was een Amerikaanse voetbalclub uit New York.
De club werd in 1967 opgericht om te spelen in de United Soccer Association. Deze competitie bestond uit geïmporteerde buitenlandse clubteams die onder een Amerikaanse naam deelnamen. De New York Skyliners waren eigenlijk de Uruguayaanse club CA Cerro.
In december fuseerde de United Soccer Association met de National Professional Soccer League (NPSL) om de North American Soccer League te vormen en de Skyliners maakten plaats voor het NPSL-team New York Generals.

## Per seizoen
| Jaar | League | W | V | G | Ptn | Reg. Seizoen          | Playoffs            |
| ---- | ------ | - | - | - | --- | --------------------- | ------------------- |
| 1967 | USA    | 2 | 4 | 6 | 10  | 5de, Eastern Division | Niet gekwalificeerd |

## Bekende (ex-)spelers
- Juan Carlos Masnik